# Łabunie (gmina)
Pour les articles homonymes, voir Łabunie.
Łabunie est une gmina rurale (gmina wiejska) du powiat de Zamość, dans la Voïvodie de Lublin, dans l'est de la Pologne.
Son siège administratif (chef-lieu) est le village de Łabunie, qui se situe environ 10 kilomètres (km) au sud-est de Zamość (siège du powiat) et 86 kilomètres au sud-est de la capitale régionale Lublin (capitale de la voïvodie).
La gmina couvre une superficie de 87,48 km2 pour une population de 6 257 habitants en 2006.

## Histoire
De 1975 à 1998, la gmina est attachée administrativement à l'ancienne voïvodie de Zamość.

Depuis 1999, elle fait partie de la nouvelle voïvodie de Lublin.

## Géographie
La gmina inclut les villages (sołectwa) de:

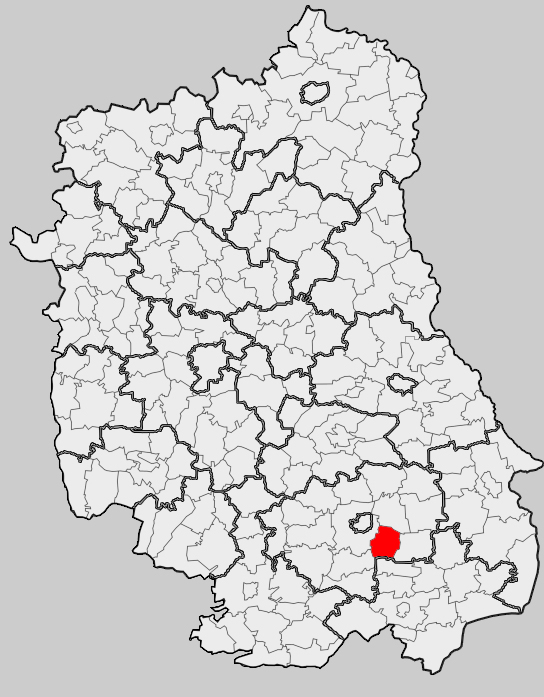
Position de la gmina dans la voïvodie

- Barchaczów
- Bródek
- Dąbrowa
- Łabunie
- Łabunie-Reforma
- Łabuńki Drugie
- Łabuńki Pierwsze
- Majdan Ruszowski
- Mocówka
- Ruszów
- Ruszów-Kolonia
- Wierzbie
- Wólka Łabuńska

### Gminy voisines
La gmina de Łabunie est voisine des gminy de
- Adamów
- Komarów-Osada
- Krynice
- Sitno
- Zamość

## Structure du terrain
D'après les données de 2002, la superficie de la commune de Łabunie est de 87,48 kilomètres carrés, répartis comme telle :
- terres agricoles : 74%
- forêts : 20%

La commune représente 4,67% de la superficie du powiat.

## Démographie
Données du 31 décembre 2009:
| Description        | Total  | Total | Femmes | Femmes | Hommes | Hommes |
| ------------------ | ------ | ----- | ------ | ------ | ------ | ------ |
| Unité              | Nombre | %     | Nombre | %      | Nombre | %      |
| Population         | 6 304  | 100   | 3 220  | 51,1   | 3 084  | 48,9   |
| Densité (hab./km²) | 72,1   | 72,1  | 36,8   | 36,8   | 35,3   | 35,3   |